# مارک برچ (بازیکن فوتبال)
مارک برچ (انگلیسی: Mark Birch؛ زادهٔ ۵ ژانویهٔ ۱۹۷۷) بازیکن فوتبال اهل بریتانیا است.
از باشگاه‌هایی که در آن بازی کرده‌است می‌توان به باشگاه فوتبال استوک سیتی، باشگاه فوتبال نورتویچ ویکتوریا، باشگاه فوتبال ساوتپورت، و باشگاه فوتبال کارلایل یونایتد اشاره کرد.